# Begur, Kunigal
Begur là một làng thuộc tehsil Kunigal, huyện Tumkur, bang Karnataka, Ấn Độ.